# Armand Meyers
Pour les articles homonymes, voir Meyers.
Marie Guillaume Armand Baron Meyers (né à Tongres le 17 mars 1862 et décédé à Liège le 26 novembre 1951) est un procureur général près la Cour d'appel de Liège (1919-1934). 
Il est fils, frère, père et grand-père de magistrats, d'avocats et de parlementaires dont plusieurs furent bourgmestre de Tongres. Armand Meyers était le petit-fils de Joseph Jamine, avocat à Liège, puis à Maastricht, qui comme membre du Congrès national, joua un rôle important dans la discussion du traité des XVIII articles, et qui, comme représentant de Maastricht, en 1831, demanda au Parlement belge de repousser le traité des XXIV articles, avant de devenir pour longtemps président du Conseil provincial du Limbourg.

## Biographie
Armand Meyers, fils du sénateur François-Guillaume Meyers et de Marie-Louise Jaminé, fit ses humanités au Collège communal de Tongres, puis au Collège Saint-Servais de Liège, et ses études de droit à l'Université de Louvain. Il prêta serment d'avocat à Bruxelles en 1884 et fut le stagiaire de Victor Jacobs. Mais il s'orienta très vite vers la magistrature. Nommé substitut du procureur du Roi à Tongres, il est ensuite procureur du Roi, dans cette ville, à l'âge de vingt-neuf ans. Il devient en 1900 avocat général près la Cour de Liège et, depuis 1914, remplit les fonctions de procureur général auxquelles il accédera en 1919 et qu'il n'abandonnera qu'en 1934, à l'âge de la retraite. Il fut créé baron par le roi Albert en 1929. En sa qualité de procureur général, il dut dans la nuit du 17 au 18 février 1934 se rendre à Marche-les-Dames, pour procéder au douloureux constat de la mort du Souverain. Armand Meyers épousa le 25 juillet 1887 Elisa Derenne avec laquelle il eut 9 enfants dont le baron Frantz Meyers, procureur du roi à Marche-en-Famenne et André Meyers, père de l'ancien ministre Paul Meyers.
Armand Meyers est également le frère du baron Georges Meyers, sénateur pour l'arrondissement d'Hasselt-Tongres-Maaseik de 1919 à 1936 et de 1939 à 1946  
La famille Meyers a pour armes : de gueules semés d'étoiles à cinq rais d'or, à trois épées d'argent garnies d'or, rangées et posées en pal, brochant sur le tout. La devise de la famille est Arma Lucis, des armes de lumière en référence aux valeurs de la famille et à son implication dans le système judiciaire belge.

## Activité professionnelle
Le Baron Meyers donna à ses fonctions de magistrat, chef du Parquet des quatre provinces de l'Est, un très haut relief. Quand on parle d'un procureur général, on est tenté, comme au temps de d'Aguesseau, de le juger sur le ton et la forme de ses mercuriales. N'est-ce point d'ailleurs la floraison de la science et du talent dans ce qu'ils ont de plus affiné? Les mercuriales d'Armand Meyers sont restées des modèles du genre, suivant de très près la pensée juridique contemporaine et épousant les contours de l'actualité. Dès le 2 décembre 1918 — et ceci montre les préoccupations de ce magistrat d'élite, pendant l'occupation allemande — il dénonçait les crimes de l'occupant tout en se plaignant de « l'exécution sommaire des vindictes de la rue » ; il fit également un discours sur la Magistrature et l'Occupation.  
Ses mercuriales sur la compétence des tribunaux et l'administration, et sur la responsabilité des fonctionnaires, contribuèrent à préparer l'institution du Conseil d'État créé en 1946. Il faut citer également la répression de la pornographie, une mercuriale sur Charles de Méan, jurisconsulte liégeois, qui préfigurait certains travaux d'histoire locale, une étude sur la propriété commerciale, la Révolution de 1830 et l'opposition au gouvernement hollandais, la responsabilité en matière d'accidents et le 15 septembre 1933, sous le titre : Regard sur le passé et coup d'œil sur l'avenir, un recensement des progrès constatés durant sa carrière et le programme des réformes souhaitées.  
Le 17 mars 1934, une manifestation fut organisée au Palais de Justice de Liège à l'occasion de son éméritat. Paul-Émile Janson, alors ministre de la Justice, y loua l'action de celui qui, dans ses fonctions comme dans toutes ses activités, avait fait preuve d'une exceptionnelle compétence et d'une non moins haute dignité. Les tâches absorbantes de la direction d'un grand Parquet n'avaient point empêché Armand Meyers d'entreprendre de 1921 à 1938, dans la Revue de droit minier, une étude d'ensemble, la première depuis 1886, sur la législation minière en Belgique. A quatre-vingt-six ans, il rédigeait encore une consultation sur le droit minier de notre colonie. Il collaborait également aux revues traitant du droit industriel. Président de l'Union de droit pénal, il animait aussi, comme rapporteur, la « Journée des Patronages ». C'est à ce titre qu'en 1938, il traita de la tutelle des enfants naturels. Il était vice-président de la Société d'art et d'histoire du diocèse de Liège. Un constant souci de patriotisme l'anima durant toutes les étapes de sa carrière.  
Le 21 août 1914, en compagnie du président Erpicum, qui faisait fonction de premier président de la Cour d'appel, il se rendit auprès du général von Kolewe, encore dans l'ivresse de la violence victorieuse, pour protester contre les massacres et les incendies de la nuit du 20 août à Liège. Il a raconté cette entrevue, avec beaucoup de discrétion, dans une de ses mercuriales et il pouvait conclure : « Les protestations de la magistrature y furent-elles pour quelque chose ? On ne brûla quand même plus à Liège, après cette entrevue avec le gouverneur militaire ». Au cours de cette même guerre, aux côtés de Mgr Laminne, évêque auxiliaire de Liège, il participa personnellement à des œuvres d'enseignement populaire, comme à ces conférences de portée patriotique et familiale, qui défendirent de façon effective la liberté durant la période asphyxiante de l'occupation.  
Trois de ses fils furent engagés volontaires dès les premiers jours de la guerre 1914-1918 et l'un d'eux, Paul-Emile, ingénieur des mines, sous-lieutenant du génie, fut tué accidentellement en service commandé à Kempen (Allemagne). Quand en 1929, les organisateurs de l'Exposition de Liège envoyèrent dans les divers pays de l'Europe, leurs meilleurs ambassadeurs, il fut choisi par eux pour intéresser Berlin et Vienne au succès de cette entreprise. Ce grand dignitaire de l'ordre judiciaire sut allier à son rôle de justicier les œuvres de miséricorde. Il était président du conseil particulier, pour Liège, des Conférences de Saint-Vincent-de-Paul et se trouvait ainsi au centre des œuvres charitables, auxquelles il donna durant de très longues années, une impulsion bienfaisante, large et avertie. À ce poste de dévouement, comme en tous genres d'arbitrage ou de ministères d'honneur, il était celui dont les consignes éclairées faisaient loi.  
Magistrat de grande classe, humaniste autant qu'homme d'action, doué d'une puissance de travail qui débordait ses tâches professionnelles, il exerça dans de nombreux domaines une activité féconde, à laquelle le charme de son équilibre souriant et de son attachante personnalité assura un exceptionnel rayonnement. Il eut la joie de voir de nombreux descendants occuper dans la magistrature, la politique, l'administration et l'université, les situations les plus importantes. 
Son portrait est toujours présent au palais de justice de Liège.

## Distinctions
- Grand officier de l'ordre de Léopold (en 1934).